# Apamea yocohamae
Apamea yocohamae là một loài bướm đêm trong họ Noctuidae.